# Overnet
Overnet – bezserwerowa wersja sieci P2P ed2k. Korzysta z algorytmu Kademlia. Stworzona przez Jeda McCaleba, twórcę eDonkey2000.